# Cihat Arman
Cihat Arman (Istanbul, 16 luglio 1915 – Istanbul, 14 maggio 1994) è stato un calciatore e allenatore di calcio turco, di ruolo portiere.

## Carriera

### Club
Ha sempre giocato nel campionato turco.

### Nazionale
Con la Nazionale del proprio paese prese parte alle Olimpiadi del 1936 e del 1948.